# ساکسونی باستان
زبان ساکسونی باستان یا ژرمنی سفلای باستان، یکی از زبان‌های ژرمنی بوده‌است. این زبان از خانوادهٔ زبان‌های ژرمنی غربی است و با زبان‌های آنگلو-فریسی رابطهٔ نزدیک داشته‌است. تاریخ ثبت شدهٔ این زبان از سدهٔ هشتم تا دوازدهم میلادی است.

## نمونه‌های زبان
1. Fadar usa firiho barno

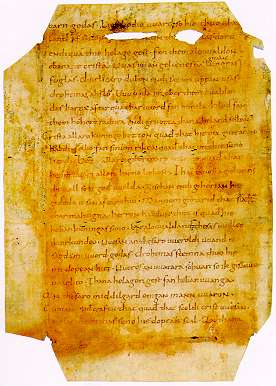
بخشی از هلیاند، موزهٔ تاریخی آلمان

2. thu bist an them hohon himila rikea

ترجمه:
1. پدرِ ما، پسران انسان
2. تو در پادشاهی بلند آسمانی هستی